# Hérenguerville
Hérenguerville är en kommun i departementet Manche i regionen Normandie i norra Frankrike. Kommunen ligger i kantonen Montmartin-sur-Mer som tillhör arrondissementet Coutances. År 2018 hade Hérenguerville 200 invånare.

## Befolkningsutveckling
Antalet invånare i kommunen Hérenguerville
| Referens: INSEE |